# Anthony Ribelin
Anthony Ribelin (Nîmes, 8 aprile 1996) è un calciatore francese, centrocampista del Le Mans.

## Caratteristiche tecniche
È un trequartista.

## Carriera
Ha esordito nel calcio professionistico con il Montpellier il 9 agosto 2014 nel match perso 1-0 contro il Bordeaux.

## Statistiche

### Presenze e reti nei club
Statistiche aggiornate al 19 maggio 2017.
| Stagione           | Squadra            | Campionato         | Campionato | Campionato | Coppe nazionali | Coppe nazionali | Coppe nazionali | Coppe continentali | Coppe continentali | Coppe continentali | Altre coppe | Altre coppe | Altre coppe | Totale | Totale |
| Stagione           | Squadra            | Comp               | Pres       | Reti       | Comp            | Pres            | Reti            | Comp               | Pres               | Reti               | Comp        | Pres        | Reti        | Pres   | Reti   |
| ------------------ | ------------------ | ------------------ | ---------- | ---------- | --------------- | --------------- | --------------- | ------------------ | ------------------ | ------------------ | ----------- | ----------- | ----------- | ------ | ------ |
| 2014-2015          | Rennes             | L1                 | 7          | 0          | CdF+CdL         | 0               | 0               | -                  | -                  | -                  | -           | -           | -           | 7      | 0      |
| 2015-2016          | Rennes             | L1                 | 1          | 0          | CdF+CdL         | 1+0             | 0               | -                  | -                  | -                  | -           | -           | -           | 2      | 0      |
| Totale Montpellier | Totale Montpellier | Totale Montpellier | 8          | 0          |                 | 1               | 0               |                    | -                  | -                  |             | -           | -           | 9      | 0      |
| 2016-gen. 2017     | Rennes             | L1                 | 0          | 0          | CdF+CdL         | 0               | 0               | -                  | -                  | -                  | -           | -           | -           | 0      | 0      |
| gen.-giu. 2017     | Paris FC           | NAT                | 13         | 3          | CdF+CdL         | 0               | 0               | -                  | -                  | -                  | -           | -           | -           | 13     | 3      |
| Totale carriera    | Totale carriera    | Totale carriera    | 21         | 3          |                 | 1               | 0               |                    | -                  | -                  |             | -           | -           | 22     | 3      |